# Лука Конашевич
Лука Конашевич (у світі Лаврентій Кононович Конашевич; початок XVIII століття — 1 січня 1758, Білгород) — православний церковний діяч та місіонер доби Гетьманщини. Бібліофіл, просвітитель фіно-угорських народів Поволжя. Випускник Києво-Могилянської академії. Засновник Казанської та Великоустюзької духовної семінарій. Архімандрит Московського Симонового монастиря. В останні роки життя — один із патронів Харківського колегіуму.
Єпископ Відомства православного сповідання Російської імперії. Єпископ Великоустюзький і Тотемський; Казанський і Свіязький; Бєлгородський і Обоянський на Слобідській Україні.

## Біографія
Походив з української шляхетської родини. Освіту здобув у Києво-Могилянській академії.
1728 року указом синоду призначено викладачем класів граматики, синтаксими та піїтики Московської слов'яно-греко-латинської академії. У 1731-1732 рр. — проповідник. У 1732 р. — обер-ієромонах, помічник законовчителя-катехизатора та вчитель латинської мови Санкт-Петербурзького сухопутного шляхетського кадетського корпусу.
У Санкт-Петербурзі 1736 р. зведений у сан архімандрита Московського Симонового монастиря. 1737 р. Конашевича висвячено на єпископа Великоустюзького і Тотемського.
Заснував Великоустюзьку слов'яно-латинську семінарію, де вперше зібрав дітей священнослужителів з усієї єпархії, зокрема з родин комі.
У 1738-1755 рр. — єпископ Казанський і Свіязький. Опікувався Казанською семінарією: розширив коло предметів, підняв рівень
викладання, подарував Казанській семінарії бібліотеку (1757 р.), яку збирав упродовж багатьох років. У 1740 р. організував Казанську «новохрещенську контору», яка вперше розгорнула ефективну місіонерську роботу у фіно-угорських країнах Поволжя — Ерзянь Мастор, Удмуртії, Марій Ел, а також Чувашії, Татарстані та Башкортостані. Адміністративно ці країни входили до складу Казанської, Астраханської, Нижньогородської, Оренбурзької, Воронезької губерній, що обіймали все Поволжя.
1755 р. — єпископ Бєлгородський і Обоянський на Слобідській Україні. В останні роки життя приділяв значну увагу розвитку Харківського колегіуму.
Похований у Бєлгородському Троїцькому соборі.